# Петър Стъпов
Петър Иванов Стъпов е български учител, писател, читалищен деец, редактор на периодични литературни издания.
Той е сред основателите на Съюза на българските писатели от провинцията и драматург на Народния театър за селото. Автор е на исторически романи, повести, разкази, новели.

## Биография
Роден е на 25 юли 1910 г. в Ески Джумая (днес Търговище). Началното и прогимназиалното си образование получава в родния град. През 1925 г. постъпва в Педагогическото училище в град Шумен.
През 1928 г. 2 негови стихотворения са отпечатани във вестник „Глобус“ (София). Свои стихотворения, разкази и статии помества и в ученическия вестник „Слънчогледи“.
През 1930 г. след дипломирането си постъпва като начален учител в Търговище. Работи активно в читалище „Напредък“ като библиотекар и ръководител на самодейна театрална трупа. Редактира местни издания: „Обществена трибуна“, „Нови дни“, „Хоризонт“, „Напредък“, „Подем“ и др. (15 декември 1930 – 20 февруари 1942).
На 3 март 1934 г. е избран за член на Управителния съвет на Съюза на писателите от провинцията. През 1936 г. става секретар на новото ръководство на Околийския читалищен съюз в Търговище. Финансов инспектор в Окръжната инспекция на професиите в София (20 февруари 1942 – 1 ноември 1944), служител в Министерството на информацията (1 ноември 1944 – 1 ноември 1945). Главен редактор на вестник „Септемврийче“ (юни 1945 – януари 1950). От 1946 до 1947 г. е редактор на литературните вестници „Лост“ и „Стожер“. Драматург в Народния театър за селото, София (15 февруари 1951 – 1 януари 1953). От 1954 до 1957 г. е секретар на секция „Детски писатели“ в СБП. Сред основателите и заместник главен редактор на списание „Картинна галерия“ (1957 – 1971). През 1972 г. се пенсионира. През 1973 г. става член на Националния комитет за трезвеност. Умира в град София на 18 януари 1992 г.

## Псевдоними
Петър С., Петя Митин, П. Митин, Владимир Петров, Петис, Пивас, Пиедо, Труч, Репортер №3, Ра-Ра, Перотон, Спектър, Човек, Ганг Цо Лин, Петър Ноев, Антей, П. Джумалиев